# Mouçós
Mouçós is een plaats (freguesia) in de Portugese gemeente Vila Real en telt 2906 inwoners (2001).